# International Amphitheatre
El International Amphitheatre fue un pabellón multiusos situado en la ciudad de Chicago, Illinois. Tenía una capacidad para 9000 espectadores, y fue inaugurado en 1934. Fue la sede de los dos equipos de la NBA que ha tenido la ciudad, los Chicago Packers y los Chicago Bulls. Fue demolido en 1999.

## Eventos

### Eventos deportivos
El International Amphitheatre fue la primera sede de los Chicago Packers en la NBA, que al año siguiente se convertirían en los Chicago Zephyrs y se cambiarían al Chicago Coliseum, y que actualmente se denominan Washington Wizards. También fue la primera sede de los actuales Chicago Bulls, donde únicamente competirían una temporada, la 1966-67 antes de mudarse al Chicago Stadium.
Fua además el escenario donde Joe Frazier disputaría su último combate de boxeo como profesional, cinco años después de alejarse de los rings, ante Floyd Cummings, dándose el resultado de combate nulo, el único de toda su carrera.

### Conciertos y espectáculos
La gran mayoría de grandes artistas de la música han tocado en alguna ocasión en el Amphitheatre, destacando Yes, que actuó en 12 ocasiones, Rush y Black Sabbath en 11. Elvis Presley tocó en 1957, vistiendo por primera vez su famoso lamé dorado. The Beatles también incluyó el Amphitheatre en su The Beatles' First U.S. Tour. The Who, Jackson 5, Judas Priest, Deep Purple, Iron Maiden o Black Sabbath entre otros muchos artistas también pasaron por su escenario.

### Convenciones políticas
Además fue la sede de varias convenciones políticas, como la del Partido Republicano de 1952, en la que se designó a Dwight D. Eisenhower como candidato a Presidente de los Estados Unidos, o la de 1960, nominando a Richard Nixon. El Partido Demócrata a su vez celebró las de 1952 y 1956, nombrando candidato a Adlai Stevenson en ambas, y la de 1968, en la que salió candidato Hubert Humphrey.